# 永盛街道 (保山市)
永盛街道，是中华人民共和国云南省保山市隆阳区下辖的一个街道办事处。
2017年1月11日，云南省人民政府批复同意保山市隆阳区部分行政区划调整，从汉庄镇划出龙潭、团山、大堡子、小堡子、杨官、方官等6个村委会，从辛街乡划出盛家、陶孔、大栗树等3个村委会，从西邑乡划出王海、大湾、羊邑等3个村委会，新设立永盛街道，街道办事处驻大堡子社区青阳路12号。

## 行政区划
永盛街道下辖以下地区：
杨官村、方官村、大堡子村、小堡子村、龙潭村、团山村、大栗树村、陶孔村、盛家村、羊邑村、王海村和大湾村。